# حميد الدين الكرماني
حميد الدين الكَرْماني (352 - 412 هـ / 963 - 1021 م) هو عالم و كاتب ، و من دعاة الإسماعيلية.
هو حميد الدين أحمد بن عبد الله الكرماني، ويلقب بحجة العراقين. ولد في القاهرة، ورحل إلى إيران سنة 408 هـ ومن ثم استدعاه الحاكم بأمر الله سنة 409 هـ إلى القاهرة للرد على حسين بن حيدرة الفرغاني المعروف بالأخرم أو الأجدع.

## آثاره
من آثاره: كتاب «راحة العقل»، وكتاب «الرسالة الوضيّة في معالم الدين وأصوله» وقد قسّمها الكرماني إلى قسمين: القسم الأول في العبادة العلميّة التي تتعلق بالعقائد، والقسم الثاني العبادة العمليّة التي تتعلق بكيفية أعمال العبادات.
و
و مجموعة رسائل تبلغ 13 رسالة أهمها الرسالة التاسعة وهي «مباسم البشارات بالإمام الحاكم بأمر الله أمير المؤمنين» والعاشرة واسمها «الواعظة» في الرد على الفرغاني الأجدع والحادية عشرة واسمها «الكافية في الرد على الهاروني الحسني».